# Епидемия от антракс в Свердловск
Епидемията от антракс в Свердловск е епидемичен бум на проявление на заболяването антракс сред хората в района на град Свердловск през 1979 г.
Според официалната версия епидемията (както и повечето от случаите на антракс сред хората) е възникнала в резултат от консумация на месо от заразен добитък.
Според изследователите обаче епидемията избухва в резултат на случайно изпускане в атмосферата на антраксни спори, разработвани като биологично оръжие от военно-биологичната лаборатория „Свердловск-19“ в секретното военно градче № 19, намиращо се в Чкаловски район на днешен Екатеринбург. Други смятат, че епидемията възниква в резултат на терористичен акт, извършен от чужди държави с цел дискредитация на военната лаборатория и проверка за ефективността на съветските средства за защита от бактериологични оръжия. Източниците по случая изобилстват от противоречия, описващи причините и самия ход на епидемията.

## Хронология
- 4 април – първи смъртен случай от заболяването. На починалия е поставена диагноза пневмония.
- От 5 април в продължение на 2 – 3 седмици в района на катастрофата е регистрирана висока смъртност от заболявания (по данни на някои изследователи средно по около 5 души умират ежедневно). Всички те са аутопсирани в моргите на 24, 20 и 40-а свердловски болници. Намаляване на смъртността е регистрирано едва през последната третина на април.
- На 5 април радио „Гласът на Америка“ съобщава, че СССР разработва за биологично оръжие щам на Bacillus anthracis в района на Свердловск.
- На 10 април след аутопсия на труп в 40-а градска болница е поставена диагноза антракс. На същия ден сред медицинските работници в града е разпространено, че заболелите хора страдат от кожна форма на антракс.
- На 12 април в 40-а градска болница е отделен корпус с 500 легла и организирано специално отделение за настаняване на болни от антракс хора.
- На 13 април местен вестник публикува предупреждение към гражданите да обръщат особено внимание за предпазване от заразяване с кожна форма на антракс, тъй като биха могли да се заразят от консумация на месо от заразени животни.
- На 21 април започва ваксинация на цивилното население и дезинфекция на територията на Чкаловски район на Свердловск.
- На 12 юни е регистриран последният смъртен случай от масовата епидемия.

По официални данни през периода от 4 април до 12 юни 1979 г. от антракс в Свердловск умират 64 души. Запознати с епидемията и журналисти обаче сочат, че жертвите вероятно са до 100 души.
През май 1980 г. съветско научно списание съобщава за „отделни случаи на заболели от антракс хора в Свердловск през 1979 г.“
На 4 април 1992 г. в Русия е подписан „Закон за подобряване на пенсионното обезпечаване на семействата, чиито членове са починали от заболяването антракс в град Свердловск през 1979 г.“

## Официална версия
Съгласно официалните данни на СССР епидемията от антракс избухва в резултат на консумация на месо от заразен добитък.
Публикувани са данни, че в 26 населени места, разположени между Свердловск и Челябинск, са заболели 27 говеда. Тези данни са оповестени от тогавашния главен епидемиолог на СССР академик Бургасов. Той ги представя и при своето пътуване в САЩ през 1988 г.
В Свердловската преса са публикувани препоръки към населението как да се предпазва от антракс, като избягва консумация на месо от болни животни. Вестник „Уральский рабочий“ публикува следното: „В Свердловск и областта зачестяват случаите на болни говеда. В колхозите е доставен нискокачествен фураж, с който са изхранвани кравите. Администрацията на града моли всички граждани да се въздържат от купуване на месо с неясен произход, продавано на случайни места, включително и по пазарите“. Същото съобщение е пускано по телевизията на всеки 2 часа. По сградите са разлепени плакати с изображение на крава и надпис „Антракс“.

## Неофициални версии

### Изпускане на спори
В последния петък на март 1979 г. производството на антраксни спори в секретния комплекс е временно преустановено. Работник в лабораторията снема замърсения филтър, предотвратяващ изпускането на спори в околната среда. Той обаче не описва действието си в журнала съгласно изготвена процедура. Началникът на следващата смяна включва оборудването и едва след няколко часа е установено, че филтърът е снет.
Изпуснатите в атмосферата спори са отнесени от ветровете на юг – югоизток от лабораторията. Те попадат частично над военно градче № 32, преминават над района на „Вторчермет“ и жилищата на работниците в керамичния завод. Облакът обаче не поразява самото градче, където се намира лабораторията.
На 2 април офицерите от градче № 32 са приведени в бойна готовност. На 3 или 4 април в Свердловск пристига началникът на 15-о главно управление на Генералния щаб на ВС на СССР генерал-полковник Е. И. Смирнов.
На 3 и 4 април всички работници от военно градче № 19 преминават на поголовна диспансеризация и ваксинация.
На 4 април в Свердловск пристигат 2 специалисти от Москва: заместник-министърът на здравеопазването и главен държавен санитарен лекар на СССР генерал П. Н. Бургасов, както и главният инфекционист на Министерството на здравеопазването на СССР В. Н. Никифоров. Командировани са от министъра на здравеопазването Б. В. Петровски за борба с епидемия, за която лекуващите лекари в Свердловск все още не знаят. Бургасов остава там до 14 май, а Никифоров до края на епидемията.
През деня и вечерта на 4 април 1979 г. се появяват и първите случаи на заболели, не закъсняват и смъртните случаи. Първите болни и умрели лица са работници в керамичния завод. Всички са лекувани, а някои и умират 20-а градска болница с диагноза пневмония.
В октомврийския брой от 1989 г. на списание „Родина“ и в броевете от август и ноември 1990 г. в съветския печат се появяват първите предположения, че източниците на епидемията в Свердловск са спори, изпуснати от секретната лаборатория във военното градче № 19. Тази версия е поддържана от журналисти от редица медии, включително и от BBC.

### Терористичен акт
В някои научни източници, позовавайки се на анализ на епидемиологичния взрив, се стига до извода, че епидемията се дължи на терористичен акт. Съображенията за това са следните.
- Епидемията няма характер на възникване от един точков източник. Случаите притежават огнищност в посока юг симулирайки посоката на вятъра и възможното разпространение на спори чрез него[4].
- Според американски специалисти щамовете причинили заболяване са VNTR4 и VNTR6. Това обаче са причинители разработвани в лаборатории в САЩ и ЮАР[5].
- Наблюдават се сходства при случаите със заразяване с антракс и денге в зоната, където са разположени просъветските войски в Зимбабве и през 1981 г. в Куба, а по-късно и при терористичните атаки с бял прах в САЩ през 2001 г.
- Западът се оказва много по-добре информиран за случващото се, отколкото самият СССР. По дани на правозащитника Лев Фяодоров[6] радиостанция „Гласът на Америка“ разказва за избухването на епидемия от антракс в Свердловск още на 5 април 1979 г. Това е буквално на следващия ден след появата на първите заболели и доста преди специалистите от СССР да поставят диагноза[7].
- Епидемията в Свердловск се оказва от решаващо значение в обновяването на научната програма за подобряване на биологичните оръжия в САЩ. Бюджетните кредити за първите 5 години след 1979 г. се увеличават 5 пъти[8].